# 광주시 을
광주시 을은 대한민국의 국회의원 선거구이다. 경기도 광주시의 일부 지역을 관할한다. 현직 국회의원은 더불어민주당의 안태준이다.

## 역사
제20대 국회의원 선거를 앞두고 광주시 선거구가 갑, 을로 분구되면서 신설되었다.

## 관할 구역
| 대수      | 관할 구역                                                         |
| --------- | ----------------------------------------------------------------- |
| 20대~21대 | 광주시 오포읍, 초월읍, 곤지암읍, 도척면                           |
| 22대~     | 광주시 초월읍, 곤지암읍, 도척면, 오포1동, 오포2동, 신현동, 능평동 |

## 역대 국회의원
| 선거   | 정당 | 정당         | 의원   |
| ------ | ---- | ------------ | ------ |
| 2016년 |      | 더불어민주당 | 임종성 |
| 2020년 |      | 더불어민주당 | 임종성 |
| 2024년 |      | 더불어민주당 | 안태준 |

## 역대 선거 결과

### 대한민국 제20대 국회의원 선거
|  | 56.18% |

|  | 43.81% |

### 대한민국 제21대 국회의원 선거
|  | 56.88% |

|  | 42.18% |

|  | 0.93% |

### 대한민국 제22대 국회의원 선거
|  | 55.06% |

|  | 44.93% |